# Hummer (videojuego)
Hummer es un videojuego de carreras lanzado por Sega en 2009. El juego se ejecuta en la plataforma Sega Lindbergh. Hay 2 modos de juego: modo contrarreloj y modo carrera. En el modo Carrera, los jugadores conducen un Hummer para competir contra otros oponentes. Es posible que hasta 8 personas compitan al mismo tiempo. Los aumentos se pueden utilizar para acelerar durante la carrera.

## Jugabilidad
Hummer es un juego de carreras de arcade con licencia que presenta tres modelos de Hummer (H1, H2, H3) cada uno con dos opciones de ajuste diferentes. Los vehículos se pueden controlar desde una perspectiva en tercera persona o desde una vista del capó. Hay cuatro hipódromos diferentes, todos los cuales son circuitos: Bluster Canyon, Isolated Canyon, Caribou Valley e Industrial Hill. Cada uno contiene saltos y obstáculos en los que se puede estrellar. El juego utiliza un sistema de impulso que se acumula cuando se destruyen los obstáculos. Una vez que se ha cargado por completo, el reproductor puede acelerar rápidamente durante un período de tiempo determinado. El impulso adicional se puede obtener aterrizando bien después de un salto que se realiza soltando el acelerador y luego presionándolo nuevamente justo antes de aterrizar. Mientras se aumenta, es posible derribar a los oponentes golpeándolos por la espalda, lo que genera un impulso adicional. Cualquier acción de obtención de impulso realizada durante un impulso también resultará en un combo.
El juego contiene dos modos para un jugador (carrera y contrarreloj), así como un modo versus. En el modo de carrera, el jugador compite contra 19 controladores de CPU, mientras que en el modo de ataque de tiempo el jugador compite contra datos fantasmas en un intento por obtener el mejor tiempo. Ambos modos terminan cuando el temporizador llega a cero, pero se agrega más tiempo al llegar a puntos de control o completar vueltas. El modo versus puede ser jugado por hasta cuatro jugadores. Cuando un jugador cruza la línea de meta, los otros jugadores solo tendrán diez segundos para terminar o la carrera terminará.

## Vehículos
- Hummer H1
- Hummer H2
- Hummer H3
- Hummer HX

## Tramos
- Bluster Canyon
- Isolated Jungle
- Caribou Valley
- Industrial Hill
- Rosemary Desert
- Defense Canyon